# インターシル
インターシル（Intersil）は、1999年8月にHarris Corporationの半導体事業の取得によって発足したグローバル企業である。パワーマネジメントIC企業であり、産業、インフラ、モバイル、車載、航空宇宙機器向けの高効率パワーマネジメントと高精度アナログ技術の開発に携わっている。本社は米カリフォルニア州シリコンバレーのミルピタス。

## 沿革
インターシルは1967年にジーン・ヘーニによって、デジタル腕時計用ICの製造のために設立された。1970年代にマイクロプロセッサが登場した時に、インターシルは12ビットIM6100マイクロプロセッサにより市場に参入した。マイクロプロセッサとして初めてCMOS技術を採用し、PDP-8命令セットをエミュレートした製品である。1988年にインターシルは、IM6100をセカンド・ソース製品として提供していたHarris Semiconductorによって買収された。Harris Semiconductorはインターシルの事業を、それ以前に取得していたRadiation Incorporated、ゼネラル・エレクトリック、RCAの半導体部門と統合した。
1999年にHarrisは半導体事業を分離し、米国半導体業界で史上最大のIPO（新規株式公開）により現在のインターシルが発足した。
1kビットのCMOS RAM IM6508やCMOS EPROMS IM6604/IM6654などのマイクロプロセッサやメモリなどのデジタル回路に続いて、インターシルはICM8038波形ジェネレータなど、高い評価を受けたアナログICを開発した。インターシルが（Harris Semiconductor時代に）開発した製品の一つに、2003年にGlobespanVirataに譲渡され、現在はコネクサントに引き継がれているWi-FiハードウェアのPRISM製品ラインナップがある。インターシルはまた、宇宙機器で伝統的に多く使用されてきたCPUであるRCA（CDP）1802マイクロプロセッサ（いわゆるRCA COSMAC）を今日でも製造している。
2000年代にインターシルはPC向けVcoreパワーマネジメント、産業/コンシューマ機器向け電源システムのスイッチング/昇降圧レギュレータ、軍用/商業用航空宇宙機器向け耐放射線特性アナログ/電源ICの分野で、マーケット・リーダーとしての地位を確立した。
インターシルはデイヴィッド・ベルCEOのもとで、アナログのカタログ製品ビジネスの拡大に力を注ぎ始めた。また、一連の企業買収を行い、そのうちZilker Labsのデジタル電源ソリューションとTechwellの車載、セキュリティ/監視機器ソリューションは、現在でもインターシルの製品ラインナップを構成している。
2012年にインターシルの取締役会は売上高の減少に伴い、ベルCEOの退任を決議し、後任CEOの人選を開始した。
2013年3月、取締役会はSilicon Labsの業績回復を実現したネイジップ・サイナエアー（Necip Sayiner）をCEOに任命した。サイナエアーCEOはインターシルの注力分野をパワーマネジメントICに改めて設定し、インターシルのコアになる強みに基づき、ターゲット市場を選定した。インターシルは2013年に黒字復帰を果たし、2014年初めには電力効率の向上、バッテリ駆動時間の延長、小型化を実現するソリューションにR&D活動の大半を集中させ、パワーマネジメント企業として再出発した。
2016年8月、ルネサス エレクトロニクスが最大で3000億円規模の買収交渉に入ったと報道された。自動運転などで広がる車載用半導体市場を狙ったものとされる。
2017年2月、ルネサス エレクトロニクスによる買収が完了し、同社の完全子会社となった。

## 製品
インターシルは産業、インフラ、モバイル、車載、航空宇宙機器市場で最も過酷な環境への対応が必要なアプリケーション向けのパワーマネジメント製品と高精度アナログ技術の開発と製品化に携わっている。
またバッテリ・マネジメント、コンピューティング電源、ディスプレイ用電源、レギュレータ/コントローラ、電源モジュールなどの広範な電源ICソリューションと同時に、アンプ/バッファ、近接センサ/照度センサ、データ・コンバータ、タイミング製品、オプトエレクトロニクス、インタフェース製品などの高精度アナログ・コンポーネントを提供している。
軍用/航空宇宙産業向けICの主要サプライヤとして、インターシルは過酷な環境下でも信頼性と性能を実現する製品の開発に携わってきた経験を開発活動に活かしている。